# Xantusia henshawi
Espèce
Synonymes
- Xantusia picta Cope, 1895

Statut de conservation UICN

 LC  : Préoccupation mineure
Xantusia henshawi est une espèce de sauriens de la famille des Xantusiidae.

## Répartition
Cette espèce se rencontre :
- aux États-Unis dans le sud de la Californie ;
- au Mexique dans l'État de Basse-Californie.

## Description
Ce lézard a un corps assez aplati, avec une tête allongée, et de grands yeux à pupilles verticales. Le corps est gris, jaune ou crème avec de larges points noirs.

## Étymologie
Cette espèce est nommée en l'honneur de Henry Wetherbee Henshaw (1850-1930).

## Publication originale
- Stejneger, 1893 : Diagnosis of a new Californian lizard. Proceedings of the United States National Museum, vol. 16, p. 467 (texte intégral).